# Sistema de posicionament interior

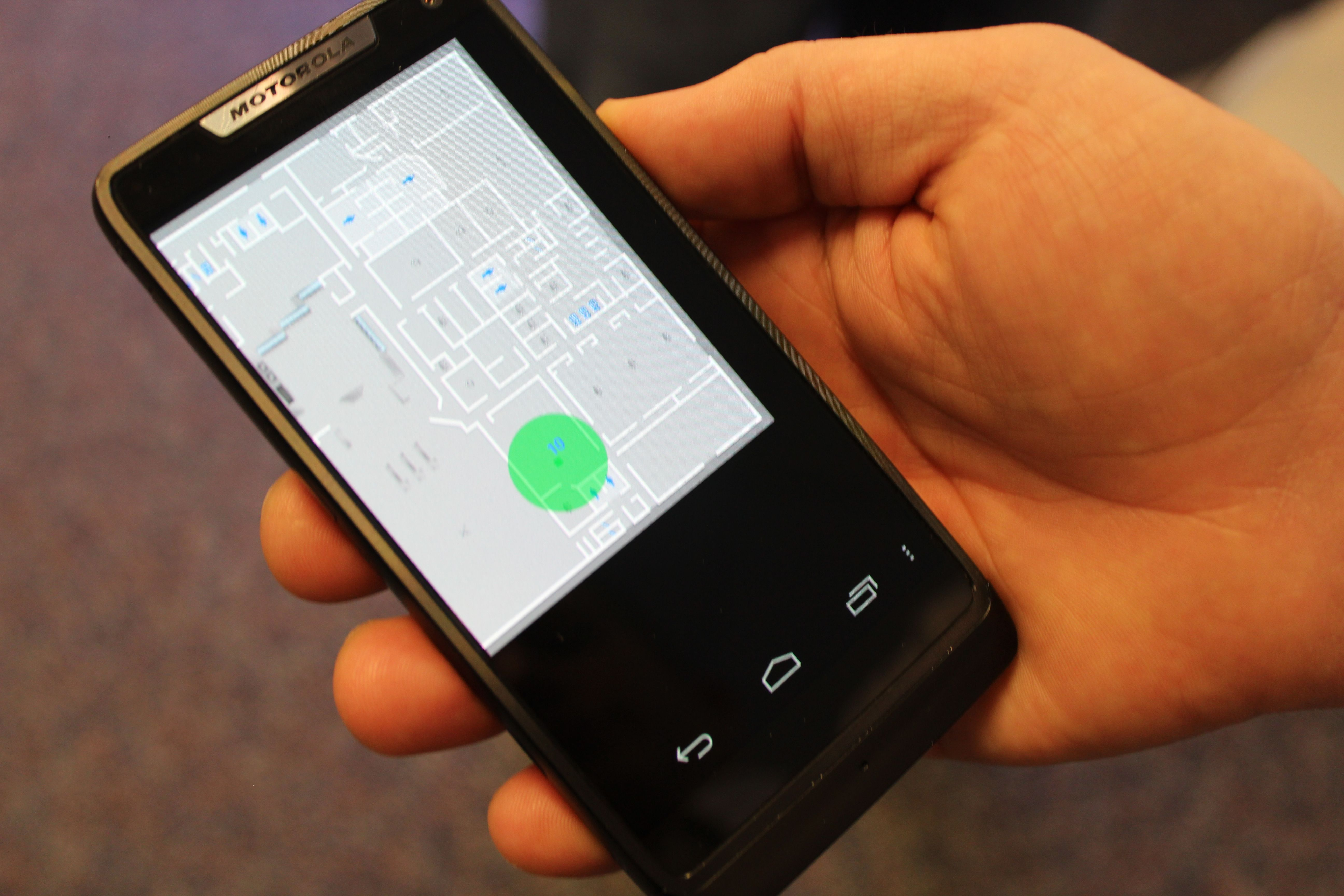
Un mapa de seguiment de la ubicació interior en un telèfon mòbil

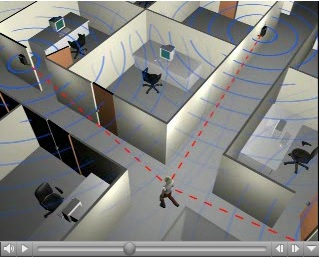
Sistema de posicionament interior de radar

Un sistema de posicionament interior (IPS) és una xarxa de dispositius que s'utilitzen per localitzar persones o objectes on el GPS i altres tecnologies de satèl·lit no tenen precisió o fallen completament, com ara a l'interior d'edificis de diversos pisos, aeroports, carrerons, aparcaments i llocs subterranis.
S'utilitzen una gran varietat de tècniques i dispositius per proporcionar posicionament en interiors que van des de dispositius reconfigurats ja desplegats com ara telèfons intel·ligents, antenes WiFi i Bluetooth, càmeres digitals i rellotges; a instal·lacions construïdes expressament amb relés i balises col·locades estratègicament en un espai definit. A les xarxes IPS s'utilitzen llums, ones de ràdio, camps magnètics, senyals acústics i anàlisi del comportament. IPS pot aconseguir una precisió de posició de 2 cm, que està a l'alçada dels receptors GNSS habilitats per RTK que poden aconseguir 2 cm de precisió a l'exterior. Els IPS utilitzen diferents tecnologies, inclosa la mesura de la distància als nodes d'ancoratge propers (nodes amb posicions fixes conegudes, per exemple, punts d'accés WiFi/LiFi, balises Bluetooth o balises de banda ultra-ample), posicionament magnètic, estimació. Localitzen activament dispositius mòbils i etiquetes o proporcionen una ubicació ambiental o un context ambiental perquè els dispositius es detectin. La naturalesa localitzada d'un IPS ha donat lloc a la fragmentació del disseny, amb sistemes que fan ús de diversos sistemes òptics, de ràdio, o fins i tot acústics tecnologies.
IPS té àmplies aplicacions en indústries comercials, militars, minoristes i de seguiment d'inventaris. Hi ha diversos sistemes comercials al mercat, però cap estàndard per a un sistema IPS. En canvi, cada instal·lació s'adapta a les dimensions espacials, els materials de construcció, les necessitats de precisió i les limitacions pressupostàries.
Perquè la suavització compensi els errors estocàstics (impredictibles) ha d'haver un mètode sòlid per reduir significativament el pressupost d'errors. El sistema pot incloure informació d'altres sistemes per fer front a l'ambigüitat física i per permetre la compensació d'errors. La detecció de l'orientació del dispositiu (sovint anomenada direcció de la brúixola per tal de desambiguar-la de l'orientació vertical del telèfon intel·ligent) es pot aconseguir detectant punts de referència dins d'imatges preses en temps real o utilitzant la trilateració amb balises. També existeixen tecnologies per detectar informació magnetomètrica dins d'edificis o ubicacions amb estructures d'acer o en mines de ferro.

## Aplicabilitat i precisió
A causa de l'atenuació del senyal causada pels materials de construcció, el sistema de posicionament global (GPS) basat en satèl·lit perd una potència significativa a l'interior, afectant la cobertura necessària per als receptors per almenys quatre satèl·lits. A més, els múltiples reflexos a les superfícies provoquen la propagació de camins múltiples que serveixen per a errors incontrolables. Aquests mateixos efectes estan degradant totes les solucions conegudes per a la localització interior que utilitza ones electromagnètiques des de transmissors interiors fins a receptors interiors. S'apliquen un conjunt de mètodes físics i matemàtics per compensar aquests problemes. Correcció d'errors de posicionament de radiofreqüència de direcció prometedora oberta mitjançant l'ús de fonts alternatives d'informació de navegació, com ara unitat de mesura inercial (IMU), càmera monocular Localització i mapeig simultània (SLAM) i SLAM WiFi. La integració de dades de diversos sistemes de navegació amb diferents principis físics pot augmentar la precisió i la robustesa de la solució global.